# Anacis camponotus
Anacis camponotus là một loài tò vò trong họ Ichneumonidae.